# Parque provincial Uruzú
El parque provincial Uruzú es un área natural protegida de la provincia de Misiones en Argentina. 

## Características generales
Se halla ubicado a 25°50′S 54°08′O / -25.833, -54.133 en el departamento Iguazú en cercanías de la localidad de Puerto Libertad (municipio Libertad). El parque ocupa una extensión de 2494 hectáreas 12 a 42 ca de propiedad del Estado provincial en un lote de inserto como una cuña dentro del parque provincial Urugua-í. La altitud oscila entre 200 y 450 m s. n. m., siendo la topografía suavemente ondulada, excepto en las estribaciones de la sierra de la Victoria en el extremo noreste. 
Fue creado el 16 de septiembre de 2004 por medio de la sanción de la ley provincial n.º 4107:

Declárase Área Natural Protegida con la categoría de Parque Provincial, en el marco de lo establecido en la Ley XVI – Nº 29 (Antes Ley 2932), con la denominación “Uruzú”, el inmueble, propiedad del Estado provincial, individualizado como: lote D (excedente) del lote R 14 – remanente R 12 – fracción de Campo – municipio Libertad – Departamento Iguazú – cuya Nomenclatura Catastral es la siguiente: Dpto. 09 – Mun. 48 – Sec. 001 – Chac. 0000 – Manz. 0000 – Parcela 615 D – U. Func. 000000 - según Plano de Mensura de la Dirección General de Catastro Nro 39.142 del 9 de diciembre de 2003, con superficie de 2.494 ha, 12 a, 42 ca.

La finalidad de la creación del parque fue la de proteger las nacientes del arroyo Urugua-í protegiendo ambas orillas del arroyo Uruzú complementando el parque provincial Uruguay-í y mejorando la conectividad con el parque nacional Iguazú. Su acceso es desde la reserva natural privada Establecimiento San Jorge. Tiene un centro de interpretación para visitantes inaugurado el 12 de junio de 2008.

## Flora y fauna
Pertenece a la ecorregión selva Paranaense. Crecen en el parque el palo rosa, el guatambú blanco, lauráceas de los géneros Ocotea y Nectandra, el aguaí, el loro blanco, el yacaratiá, el anchico, el ubajay, el yatevó, la palmera palmito, arbustos como el ñandipá, helechos como el Didymochlaena truncatula y cañas como el tacuarembó.
Entre las aves se hallan 242 especies, entre ellas el pájaro campana, escaso en toda la provincia y otras 15 amenazadas como el batará pecho negro, el tacuarero y el carpintero cara canela.
Entre los mamíferos hay antas, tres especies de venados (Mazama americana, Mazama nana y Mazama gouazoubira), dos chanchos de monte (Pecari tajacu y Tayassu pecari), el puma, el ocelote y el yaguareté.